# Qarchak
Qarchak (farsi قرچک) è una città dello shahrestān di Qarchak, circoscrizione Centrale, nella provincia di Teheran in Iran. Aveva, nel 2006, una popolazione di 173.832 abitanti. Si trova a nord di Varamin.